# Ordine militare di Massimiliano Giuseppe

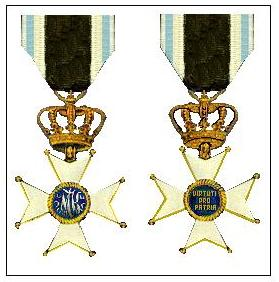
Fronte e retro della medaglia

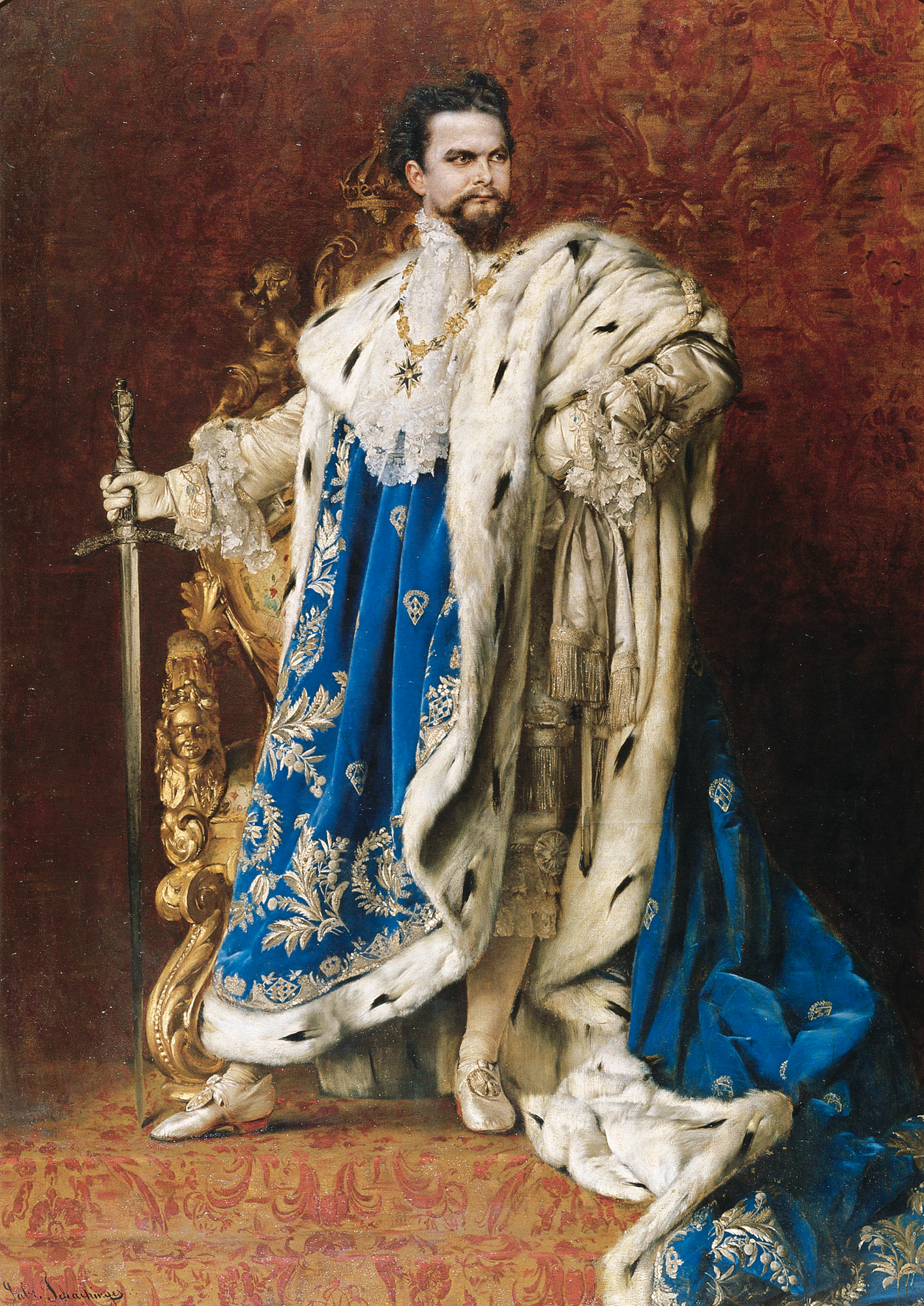
Luigi II, Re di Baviera, con l'abito dell'Ordine Militare di Massimiliano Giuseppe(Errata corrige: labito cerimoniale sopra rappresentato è quello dell'Ordine di S. Giorgio)

L'ordine militare di Massimiliano Giuseppe (in tedesco: Militär-Max-Joseph-Orden) fu la più alta onorificenza, puramente militare, del Regno di Baviera. Esso venne fondato il 1º gennaio 1806 da Massimiliano I Giuseppe di Baviera, primo re di Baviera. L'ordine era suddiviso in tre classi:
- Cavaliere di gran croce (Großkreuz)
- Commendatore (Kommandeurkreuz)
- Cavaliere (Ritterkreuz).

Coloro che pur ricevendo l'onorificenza non erano nobili, venivano nobilitati all'atto di consegna dell'insegna col titolo di "cavaliere", ma tale titolo era concesso a vita solo alla persona fisica del ricevente e non trasmissibile ai suoi discendenti.
L'ordine cadde in disuso a partire dal 1918, cioè col crollo della monarchia bavarese dopo la prima guerra mondiale. Malgrado questo, l'ordine continuò ad essere concesso sino al 1922.

## Descrizione
La medaglia consisteva in una croce maltese d'oro bordata di bianco con delle sfere ad ogni singola punta della croce. Il medaglione centrale, d'oro bordato di blu, era completato dal monogramma di Massimiliano Giuseppe ("MJK") col motto latino dell'ordine, "Virtuti pro patria", sul retro, entrambi in oro. Sopra tutto, stava la corona reale d'oro.
I cavalieri portavano la decorazione sul petto, i commendatori avevano il privilegio di poterla portare al collo, sospesa da un nastro, mentre i cavalieri di gran croce disponevano, oltre della fascia trasversale da portarsi dalla spalla sinistra al fianco destro, anche di una placca, che consisteva in una stella ad otto punte in argento (intercalate da cinque raggi), al centro della quale si trovava il motto "Virtuti pro patria".
Il nastro dell'ordine era nero moiré bordato da fasce bianche e azzurre.

## Cavalieri notabili
- Leopoldo di Baviera
- Rupprecht di Baviera
- Leonhard Graf von Blumenthal
- Georg Bruchmüller
- Franz Ritter von Epp
- Erich von Falkenhayn
- Robert Ritter von Greim
- Wilhelm Groener
- Bruno Ritter von Hauenschild
- Paul von Hindenburg
- Franz Ritter von Hipper
- Max Hoffmann
- Friedrich Freiherr Kress von Kressenstein
- Wilhelm Ritter von Leeb
- Erich Ludendorff
- August von Mackensen
- Reinhard Scheer
- Eugen Ritter von Schobert
- Hans von Seeckt
- Hans Ritter von Seißer
- Wilhelm Ritter von Thoma
- Ludwig Ritter von Tutschek
- Adolf Ritter von Tutschek
- Otto Weddigen